# La Habra
La Habra város az USA Kalifornia államában, Orange megyében. Lakosainak száma 63 097 fő (2020. április 1.).

## Népesség
A település népességének változása:
| Lakosok száma | 2273 | 60 239 | 63 097 |
|               | 1930 | 2010   | 2020   |